# Biblioteca Umimirai de Kanazawa
La Biblioteca Umimirai es una biblioteca pública ubicada en la ciudad de Kanazawa, Prefectura de Ishikawa, en Japón, a unos veinte minutos del centro de la ciudad. Es un edificio de estilo contemporáneo, obra de los arquitectos japoneses Kazumi Kudo y Hiroshi Horiba, completado en marzo de 2011.
El objetivo anual de la cantidad de usuarios se estableció en 400 000. Se inauguró el 21 de mayo de 2011, y 5461 personas visitaron el día de la apertura. Más de 3000 personas la visitan al día, incluso entre semana. En septiembre de 2012, un año y cuatro meses después de la apertura, el número de usuarios superó el millón de personas.
Contiene unos 228 000 ejemplares y facilita el uso de ordenadores de última generación. Tiene alguna reminiscencia por su estética en las aberturas circulares en las fachadas en los años 60 en Nueva York en el National Maritime Building en West Side de Manhattan diseñado por Christian Montone.

## El edificio
De unos 20 metros de altura, restringida por las normas constructivas de la localidad, es la tercera biblioteca más grande de Kanazawa.
La firma japonesa que diseñó la biblioteca, el estudio arquitectónico Coelacanth K&H,
describe el edificio como un "espacio simple" de 45 m por 45 m y 12 m de altura. El área total es de 5641.9 metros cuadrados. El área del edificio es de 2311.9 metros cuadrados. La "habitación silenciosa y tranquila... se asemeja a un bosque, lleno de luz suave y una sensación de apertura que recuerda al exterior", inspirado en la antigua Bibliotheque Nationale (Biblioteca Nacional) de París.
Su superficie crea una rejilla decorativa hecha de unos 6000 pequeños bloques circulares de vidrio que perforan la superficie de hormigón (con agujeros de 200, 250 y 300 mm) del edificio en una disposición triangular.
Está construido para resistir movimientos sísmicos, tan habituales en el país y con sistemas de generación de calor y refrigeración para la comodidad de los usuarios, dependiendo de la estación del año. Fue nombrada por la web Flavorwire como una de las veinticinco bibliotecas más bellas del mundo.

## Premio
Los arquitectos Hiroshi Horiba y Kazumi Kudo ganaron el Premio del Instituto de Arquitectos de Japón por su construcción en 2013. 